# Bulbophyllum poekilon
Bulbophyllum poekilon là một loài phong lan thuộc chi Bulbophyllum.